# Alpine Gesellschaft Gamsecker
Die Alpine Gesellschaft „Gamsecker“ ist ein Alpiner Verein in Österreich mit Sitz in Wien.

## Geschichte

Gamsecker um 1900

Die Gesellschaft konstituierte sich am 1. April 1890 als „D’Gamsecker“. Zweck der Gesellschaft waren die touristische Erschließung des Raxgebietes durch Steige und Markierungen sowie Wanderungen und Bergtouren im Freundeskreis. Der Vereinsname bezieht sich auf das Gamseck (1857 m ü. A.).
Gleich nach der Gründung war der Verein auch humanitär tätig: Kinder aus Kapellen wurden eingekleidet und der Schule wurde eine Spende übergeben.
Josef Kollar sen. hat seinen „Gamsecker Touristen-Marsch der Alpinen-Gesellschaft ‚D’Gamsecker‘ freundlichst gewidmet. Für Pianoforte zu 2 Händen.“
Nach dem Zweiten Weltkrieg wurde der Verein im Jahr 1947 neu gegründet.
Vom Schwarzen Turm entlang der Klausen bis in die Vorderbrühl führt ein Steig, der auf Initiative von Mödlinger Gamseckern (u. a. Architekt Höfler) Gamseckersteig heißt.
Am 1. April 2025 wurde der Vereinsgründung vor 135 Jahren in Mödling gedacht (Gamseckersteig, Mautswirtshaus).

## Hütten
Die Gamsecker-Hütte liegt in der Steiermark an der Westflanke der Raxalpe unterhalb des Gamseck-Gipfels, zum Naßkamm hin, im Gemeindegebiet von Neuberg an der Mürz, Katastralgemeinde Altenberg an der Rax. Sie ist auch von Hinternaßwald im Naßwaldtal von Schwarzau im Gebirge von der niederösterreichischen Seite erreichbar.

### Gamseckerhütte
Die Hütte liegt auf 1328 m Höhe und gehört mit Orientierungsnummer 82 zu Altenberg an der Rax, das seit 1. Jänner 2015 zur Gemeinde Neuberg an der Mürz gehört.
Auf dem Gruberalmboden pachtete der Verein ein Grundstück und begann mit der Planung einer Schutzhütte. Die Hütte wurde als Fertigteilbau in Mödling zusammengestellt und mit der Südbahn und Pferden zur Gruberalm gebracht. Der Aufbau der Gamseckerhütte erfolgte im Sommer 1895, am 15. September 1895 wurde die Hütte eröffnet und eingeweiht.
Der Planer war Architekt Höfler aus Mödling. Nach ihm ist auch die Höflerquelle auf dem Anstieg von Altenberg auf den Naßkamm benannt. Die Bauzeit der damals 6 × 8 Meter großen Hütte betrug sechs Wochen, 200 Stunden betrug der Aufwand. Die Hütte verfügte über zwei Räume im Erdgeschoß, darüber gab es einen Schlafraum.

Gamseckerhütte (1895)

Der steirische Dichter Peter Rosegger wünschte den Gamseckern am 26. Juli 1896 sein „Glück auf“ mit folgendem Spruch

„Die Gamseckerleut i mags

Sie haben es gar wohl bestellt

Sie haben des schönste Platzerl

Auf der Rax

Das beste Wasser von der Welt!“

Im Jahr 1907 wurde die Hütte mit Stockaufbau und Stiegenhaus erweitert. 1916 wurde ein neuer Steig über den Naßkamm durch russische Kriegsgefangene angelegt, daher Russensteig genannt. 1917 gab es kaiserlichen Besuch auf der Hütte – Kaiser Karl I. und Kaiserin Zita während eines Jagdausflugs. Ab 1937 wurde die Gamseckerhütte auch mit einer Wasserleitung versorgt.
Nach dem Zweiten Weltkrieg wurde die zum Teil verwüstete Hütte wieder instand gesetzt, entwendete Einrichtungsgegenstände wurden wieder beschafft. In den Jahren 1954 bis 1959 erfolgte eine bauliche Überholung mit Dacheindeckung und Verschindelung.
Die Gamseckerhütte ist eine private Hütte und nur für Mitglieder der Alpinen Gesellschaft Gamsecker zugänglich.
Am 12. September 2020 wurde beim Tag der offenen Hüttentür (beim schon legendären „Anzapft is’“) 125 Jahre Gamseckerhütte gefeiert. Jeweils am 2. Samstag im September gibt es eine offene Hüttentür auf der Gamseckerhütte.

### Anton-Zimmermann-Hütte
1924 wurde 60 Meter nördlich der Hütte von den Gamseckern eine Schutzhütte, die Anton-Zimmermann-Hütte (kurz Zimmermannhütte), erbaut. Benannt wurde sie nach dem Vereinsgründer Anton Zimmermann. Sie war der Öffentlichkeit zugängig.
Die Hütte musste 2011 wegen Einsturzgefahr gesperrt werden und sie wurde am 9. Juni 2018 abgetragen.